# 분 칼라일
분 칼라일(Boone Carlyle)는 미국의 드라마 로스트의 등장인물이며 드라마 내용 중 남태평양 어느 섬에 비행기가 추락한 후 살아남은 일원 중 하나이다. 분은 파일럿 에피소드에서 다른 생존자 중 하나인 섀넌 러더퍼드의 의붓형제로 소개되었다. 분은 섬에서 가능한 좀 더 안전한 곳을 찾다가 존 로크와 함께 다니게 되었으며, 존과 분이 나무 덩굴 위에 비행기 하나를 찾아냈을 때 분이 비행기 안을 살펴보다가 거기에서 추락, 그로 인해 사망했다.